# René Rubin
René Rubin (né le 12 mars 1915 à Chambéry, mort au Chesnay le 11 juillet 2008) est un pilote de chasse français.
Il est de ces nombreux héros Français, aviateurs discrets, qui se sont battus dans le ciel de France contre l’envahisseur Nazi.

## Biographie
En février 1935, René Rubin s'engage au 2e bataillon de l'Air. Il obtiendra son brevet de pilote en juin 1936 et sera nommé au Groupe de chasse 1/5.
En novembre 1939, le sergent Rubin est admis aux cours de l'école de l'air. Il en sort en mars 1940, le jeune officier rejoint les Diables Rouges de la 3e escadrille du GC 2/4.
Pilote de chasse, as de la Seconde Guerre mondiale avec sept victoires dont cinq sûres, sous l’insigne des Diables Rouges du Groupe de Chasse 2/4, puis au groupe de Chasse 2/5 La Fayette en Afrique du Nord où il continua la lutte, d’abord contre le débarquement des Américains au Maroc, puis avec eux au cours de la campagne de Tunisie. Là, il s’illustra une dernière fois en abattant un Focke-Wulf du Groupe de Chasse Allemand « Richtofen ». En mai 1944, il prend le commandement de l’escadrille d’entraînement sur Spitfire de Meknès.
En 1950, il est détaché auprès de l’Amiral commandant interarmées de l’Océan Indien.
Fin 1953, devenu commandant, René Rubin est appelé par le général Acard, camarade pilote dès les premières années de guerre, à le seconder à la base aérienne de Reims. Il vole sur les premiers avions à réaction de l’armée, le F84.
Il prend part à la guerre d’Algérie en qualité d’officier supérieur adjoint à l'état-major. À son retour en mars 1956 il est affecté à l'état-major de la défense aérienne du territoire à Versailles où il prend le commandement de l’escadron d’entraînement de réserve de l’aviation légère d’appui.
Il quitte l’Armée de l’Air en 1962 comme lieutenant-colonel.

## Sources
- Daniel Porret, Franck Thévenet, Les as de la guerre, 1939-1945: de L à W, vol.2, ed. Service historique de l'Armée de l'air, 1993
- Rémy, La bataille de France, vol. 5, p. 232, ed. France-Empire, 1982,  (ISBN 9782704800544)
- Jean Gisclon, La grande aventure de la chasse française: de 1939 à 1945, ed. France-Empire, 1983
- Jean Gisclon, Ils ouvrirent le bal, p. 233,  ed. France-Empire, 1967
- (en) Ernest R. McDowell, Famous aircraft: the P-40 Kittyhawk, p. 21,  ed. Arco Pub. Co., 1968